# Automatic Certificate Management Environment

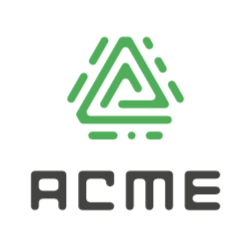
Емблема ACME

Automatic Certificate Management Environment (ACME) — протокол інтернету, що застосовується для організації взаємодії засвідчувального центру і вебсервера, наприклад, для автоматизації отримання та обслуговування сертифікатів. Запити передаються в форматі JSON поверх HTTPS.
Проєкт розроблений некомерційним засвідчувальним центром Let's Encrypt, котрий контролюється співтовариством і надає сертифікати безоплатно всім бажаючим. Доступні реалізації ACME на різних мовах програмування, а також спеціалізований модуль для http-сервера Apache (входить в основний склад починаючи з випуску 2.4.33).
У березні 2019 комітет IETF (Internet Engineering Task Force), що займається розвитком протоколів і архітектури Інтернету, завершив формування RFC для протоколу ACME і опублікував пов'язану з ним специфікацію під ідентифікатором RFC 8555. RFC отримав статус «пропозиції стандарту», після чого почнеться робота по наданню RFC статусу чорнового стандарту (Draft Standard), що фактично означає повну стабілізацію протоколу і врахування всіх висловлених зауважень. Стандартизована друга версія протоколу ACMEv2, що забезпечує підтримку масок в сертифікатах, що надає вдосконалений механізм авторизації, яка підтримує операції перейменування ресурсів і пропонує новий метод перевірки володіння доменом TLS-SNI-02.